# Venta (ort)
Venta är en ort i nordvästra Litauen, vid floden Venta. Den ligger i kommunen Akmenės rajono savivaldybė och länet Šiauliai län. Venta ligger 71 meter över havet och antalet invånare är 3 270.

## Geografi
Terrängen runt Venta är mycket platt. Runt Venta är det ganska glesbefolkat, med 35 invånare per kvadratkilometer. Närmaste större samhälle är Naujoji Akmene, 17,9 km nordost om Venta. Omgivningarna runt Venta är en mosaik av jordbruksmark och naturlig växtlighet.

## Klimat
Trakten ingår i den hemiboreala klimatzonen. Årsmedeltemperaturen i trakten är 5 °C. Den varmaste månaden är juli, då medeltemperaturen är 18 °C, och den kallaste är januari, med −10 °C.